# Hiroshi Jōfuku
Hiroshi Jōfuku (城福 浩?, Jōfuku Hiroshi; Tokushima, 21 marzo 1961) è un allenatore di calcio ed ex calciatore giapponese, di ruolo centrocampista, tecnico del Tokyo Verdy.

## Carriera

### Giocatore
Nella sua carriera agonistica ha militato nel Fujitsu, società divenuta a partire dal 1997 Kawasaki Frontale.

### Allenatore
Ritiratosi dal calcio giocato diviene allenatore. La sua prima società allenata è il Fujitsu.
Nel 2007 ricopre l'incarico di preparatore atletico del Football Club Tokyo ed allenatore della rappresentativa under-17 del Giappone. Dal 2008 al 2010 guida la prima squadra del FC Tokyo. Nel 2012 è stato sulla panchina del Ventforet Kofu.
Attualmente allena il Tokyo.

## Palmarès

### Allenatore
- Coppa dell'Imperatore: 1

Tokyo FC: 2011